# 所属
| ウィキペディアには「所属」という見出しの百科事典記事はありません（タイトルに「所属」を含むページの一覧/「所属」で始まるページの一覧）。 代わりにウィクショナリーのページ「所属」が役に立つかもしれません。 |